# Atletica leggera ai Giochi della XXIV Olimpiade - Lancio del giavellotto femminile

Video della Finale (il lancio vincente di Petra Felke)

Il lancio del giavellotto ha fatto parte del programma femminile di atletica leggera ai Giochi della XXIV Olimpiade. La competizione si è svolta nei giorni 25 e 26 settembre 1988 allo Stadio olimpico di Seul.

## Presenze ed assenze delle campionesse in carica
| Competizione        | Atleta           | Prestazione | Seul 1988    |
| ------------------- | ---------------- | ----------- | ------------ |
| Olimpiadi 1984      | Tessa Sanderson  | 69,56 m     | Presente     |
| Commonwealth 1986   | Tessa Sanderson  | 69,80 m     | Presente     |
| Goodwill Games 1986 | Petra Felke      | 70,78 m     | Presente     |
| Europei 1986        | Fatima Whitbread | 76,32 m     | Presente     |
| Panamericani 1987   | Ivonne Leal      | 63,70 m     | Cuba assente |
| Mondiali 1987       | Fatima Whitbread | 76,64 m     | Presente     |

Il 9 settembre 1988, due settimane prima della gara olimpica, la tedesca est Petra Felke stabilisce il nuovo record del mondo con 80,00 m.

## La gara
Qualificazione: Nove atlete ottengono la misura richiesta con il "vecchio" attrezzo in uso fino al 1999. Ad esse vanno aggiunti i tre migliori lanci. La prestazione migliore è di Fatima Whitbread con 68,44 metri. Fuori dalla gara la finlandese Tiina Lillak, seconda nelle liste mondiali del 1988 con un lancio da 73,30 ai primi di settembre.

La campionessa in carica, Tessa Sanderson, è fuori dalle prime dodici (aveva fatto registrare la terza misura dell'anno con 71,70 m, a Crawley, il 16-7-'88) e deve rinunciare a difendere il titolo. La tedesca est Petra Felke è reduce da un fantascientifico record mondiale: 80 metri esatti, misura inarrivabile per qualsiasi altra giavellottista. È sufficiente che stia bene e l'oro sarà suo.

In finale ci mette quel tanto di concentrazione che basta per ottenere 74,68 metri, che è il nuovo record olimpico. L'unica che può arrivare a questa misura è la britannica Fatima Whitbread, che però non è in perfette condizioni fisiche. Ma la britannica è capace di tirare fuori il meglio di sé nelle occasioni importanti e non si fa sfuggire l'argento con un lancio oltre i 70 metri. La tedesca est Renk (71,00 metri a giugno - 4ª misura mondiale assoluta stagionale) deve accontentarsi del quinto posto, mentre la bielorussa Natal'ja Ermalovič non riesce a confermare lo stato di forma di due mesi prima, quando a Vicebsk con un lancio di 68,86 m aveva avvicinato il suo record personale (69,86 metri - 1985).

## Risultati

### Turni eliminatori
| 2Gruppi | 25 settembre | 30 iscritte    | Si qualificano alla finale le prime 9 atlete che ottengono la misura di 63,00 metri (Q) + i tre migliori lanci (q). |
| Finale  | 26 settembre | 12 concorrenti | |

## Qualificazioni
Domenica 25 settembre 1988.
| Pos. | Atleta             | Nazione          | Prove    | Prove    | Prove    | Misura  | Note                          |
| Pos. | Atleta             | Nazione          | 1ª prova | 2ª prova | 3ª prova | Misura  | Note                          |
| ---- | ------------------ | ---------------- | -------- | -------- | -------- | ------- | ----------------------------- |
| 1    | Petra Felke        | Germania Est     | 67,06 m  | –        | –        | 67,06 m | Q                             |
| 2    | Beate Koch         | Germania Est     | 66,86 m  | –        | –        | 66,86 m | Q                             |
| 3    | Natal'ja Ermalovič | Unione Sovietica | X        | 64,44 m  | –        | 64,44 m | Q                             |
| 4    | Zsuzsa Malovecz    | Ungheria         | 64,30 m  | –        | –        | 64,30 m | Q                             |
| 5    | Denise Thiemard    | Svizzera         | 55,18 m  | 61,74 m  | 55,60 m  | 61,74 m | q                             |
| 6    | Tuula Laaksalo     | Finlandia        | 57,34 m  | 60,64 m  | 54,66 m  | 60,64 m |                               |
| 7    | Beate Peters       | Germania Ovest   | X        | X        | 60,20 m  | 60,20 m |                               |
| 8    | Laverne Eve        | Bahamas          | X        | 57,48 m  | 60,02 m  | 60,02 m |                               |
| 9    | Trine Solberg      | Norvegia         | 57,76 m  | 56,90 m  | 58,82 m  | 58,82 m |                               |
| 10   | Anna Verouli       | Grecia           | 57,60 m  | 58,52 m  | X        | 58,52 m |                               |
| 11   | Tessa Sanderson    | Gran Bretagna    | 54,18 m  | 56,70 m  | 56,26 m  | 56,70 m |                               |
| 12   | Yuanxiang Zhou     | Cina             | 53,66 m  | 52,80 m  | 56,36 m  | 56,36 m | Miglior prestazione personale |
| 13   | Lynda Sutfin       | Stati Uniti      | 56,08 m  | 56,12 m  | X        | 56,12 m |                               |
| 14   | Celine Chartrand   | Canada           | 47,64 m  | 46,18 m  | 54,10 m  | 54,10 m |                               |
| -    | Nadine Auzeil      | Francia          | X        | X        | X        | nm      |                               |

| Pos. | Atleta              | Nazione          | Prove    | Prove    | Prove    | Misura  | Note |
| Pos. | Atleta              | Nazione          | 1ª prova | 2ª prova | 3ª prova | Misura  | Note |
| ---- | ------------------- | ---------------- | -------- | -------- | -------- | ------- | ---- |
| 1    | Fatima Whitbread    | Gran Bretagna    | 54,90 m  | –        | 68,44 m  | 68,44 m | Q    |
| 2    | Antoaneta Selenska  | Bulgaria         | 50,84 m  | 61,62 m  | 64,60 m  | 64,60 m | Q    |
| 3    | Silke Renk          | Germania Est     | 63,64 m  | –        | –        | 63,64 m | Q    |
| 4    | Ingrid Thyssen      | Germania Ovest   | 63,32 m  | –        | –        | 63,32 m | Q    |
| 5    | Irina Kostjučenkova | Unione Sovietica | 58,56 m  | X        | 63,24 m  | 63,24 m | Q    |
| 6    | Paivi Alafrantti    | Finlandia        | 62,82 m  | 58,54 m  | 59,82 m  | 62,82 m | , q  |
| 7    | Donna Mayhew        | Stati Uniti      | 61,56 m  | 60,62 m  | 59,08 m  | 61,56 m | q    |
| 8    | Kristiina Lillak    | Finlandia        | 60,06 m  | X        | 55,52 m  | 60,06 m |      |
| 9    | Baolian Li          | Cina             | 56,64 m  | 58,92 m  | 56,62 m  | 58,92 m |      |
| 10   | Karin Smith         | Stati Uniti      | 57,42 m  | 53,86 m  | 57,94 m  | 57,94 m |      |
| 11   | Emi Matsui          | Giappone         | 50,70 m  | X        | 56,26 m  | 56,26 m |      |
| 12   | Sharon Gibson       | Gran Bretagna    | 56,00 m  | 50,74 m  | 53,20 m  | 56,00 m |      |
| 13   | Iris Gronfeldt      | Islanda          | X        | 54,28 m  | 50,84 m  | 54,28 m |      |
| 14   | Chun-Ok Yoo         | Corea del Sud    | X        | 44,92 m  | 48,26 m  | 48,26 m |      |

## Finale
| Record mondiale      | Petra Felke      | 80,00 m | Potsdam     | 9 settembre 1988 |
| Record olimpico      | Teresa Sanderson | 69,56 m | Los Angeles | 6 agosto 1984    |
| Capolista stagionale | Petra Felke      | 80,00 m | Potsdam     | 9 settembre 1988 |

Lunedì 26 settembre 1988, Stadio olimpico di Seul.
Le migliori 8 classificate dopo i primi tre lanci accedono ai tre lanci di finale.
| Pos     | Atleta              | Nazione          | Prove    | Prove    | Prove    | Prove    | Prove    | Prove    | Misura  | Note                          |
| Pos     | Atleta              | Nazione          | 1ª prova | 2ª prova | 3ª prova | 4ª prova | 5ª prova | 6ª prova | Misura  | Note                          |
| ------- | ------------------- | ---------------- | -------- | -------- | -------- | -------- | -------- | -------- | ------- | ----------------------------- |
| Oro     | Petra Felke         | Germania Est     | 72,62 m  | 74,68 m  | 66,12 m  | 66,76 m  | 71,12 m  | 68,38 m  | 74,68 m | Record olimpico               |
| Argento | Fatima Whitbread    | Gran Bretagna    | 61,98 m  | 67,46 m  | 66,58 m  | 64,86 m  | 67,82 m  | 70,32 m  | 70,32 m | Miglior prestazione personale |
| Bronzo  | Beate Koch          | Germania Est     | 67,30 m  | 65,66 m  | 66,48 m  | 62,04 m  | 65,64 m  | 66,02 m  | 67,30 m |                               |
| 4       | Irina Kostjučenkova | Unione Sovietica | 64,34 m  | 67,00 m  | 63,12 m  | 63,42 m  | 63,10 m  | X        | 67,00 m | =                             |
| 5       | Silke Renk          | Germania Est     | 60,86 m  | 58,74 m  | 63,98 m  | 64,60 m  | 64,74 m  | 66,38 m  | 66,38 m |                               |
| 6       | Natal'ja Ermalovič  | Unione Sovietica | 64,84 m  | X        | X        | X        | X        | X        | 64,84 m |                               |
| 7       | Donna Mayhew        | Stati Uniti      | 57,52 m  | X        | 61,78 m  | 59,72 m  | X        | 56,74 m  | 61,78 m |                               |
| 8       | Ingrid Thyssen      | Germania Ovest   | 60,76 m  | 60,12 m  | 56,66 m  | X        | 59,64 m  | 58,28 m  | 60,76 m |                               |
| 9       | Denise Thiemard     | Svizzera         | 57,58 m  | 57,20 m  | 58,54 m  |          |          |          | 58,54 m |                               |
| 10      | Paivi Alafrantti    | Finlandia        | 58,20 m  | 55,86 m  | 56,46 m  |          |          |          | 58,20 m |                               |
| 11      | Antoaneta Selenska  | Bulgaria         | 56,78 m  | X        | X        |          |          |          | 56,78 m |                               |
| 12      | Zsuzsa Malovecz     | Ungheria         | X        | 54,58 m  | X        |          |          |          | 54,58 m |                               |

Legenda:
- X = Lancio nullo;
- RO = Record olimpico;
- RN = Record nazionale;
- RP = Record personale.